# 흰수염바다오리
흰수염바다오리(학명: Cerorhinca monocerata, rhinoceros auklet)는 바다오리와 친족인 바닷새이다. Cerorhinca속의 유일한 현존종이다. 바닷새와 가까운 관계에 속해 있어서 이 종에 rhinoceros puffin라는 이름이 제안되었다.
북태평양에 걸쳐 볼 수 있으며 작은 물고기를 잡아먹으며 군집생활을 하면서 둥지를 튼다.

## 분포
캘리포니아주(채널 제도)에서 북아메리카 알래스카주 알류샨 열도에 이르는 지역에서 번식한다. 일본의 홋카이도, 혼슈, 그리고 한반도와 사할린섬에서도 볼 수 있다.

## 먹이
바다에서 흰수염바다오리는 물고기를 먹이로 삼으며 일부 크릴과 오징어도 먹는다. 먹이를 잡기 위해 149초에 걸쳐 57미터를 잠수한다.